# ガブリエウ・ナシメント・ヘセンジ・ブラゾン
ガブリエウ・ブラゾン（Gabriel Brazão）ことガブリエウ・ナシメント・ヘゼンジ・ブラゾン（ポルトガル語: Gabriel Nascimento Resende Brazão、2000年10月5日 - ）は、ブラジルのサッカー選手。サントスFC所属。ポジションはGK。

## クラブ歴
ミナスジェライス州ウベルランジアに生まれ、地元のウベルランジアECの下部組織でサッカーを始めた。2014年3月にクルゼイロECの下部組織に移籍、2017年12月11日に2021年まで契約を延長した。
2019年1月31日にイタリア・セリエAのパルマ・カルチョ1913に完全移籍。ルイジ・セペ、ピエルルイジ・フラッターリに次ぐ第3ゴールキーパーとして半シーズンを過ごした。
同年6月28日にアンドレア・アドランテとのトレードでインテルナツィオナーレ・ミラノに完全移籍し5年契約を締結。7月19日にリーガ・エスパニョーラ・セグンダ・ディビシオンのアルバセテ・バロンピエに1シーズンの期限付き移籍となった。12月18日にコパ・デル・レイでプロ初出場を記録、試合も1-0で勝利した。セグンダ・ディビシオンでは2月29日に初出場を記録した。2020年8月31日に同じくセグンダ・ディビシオンのレアル・オビエドに期限付き移籍した。
2022年3月3日、古巣のクルゼイロECに期限付き移籍で加入した。
2023年1月31日、イタリア・セリエBのS.P.A.L.にシーズン終了までの半年間の期限付き移籍で加入した。
2023年8月4日、同じくセリエBのテルナーナ・カルチョに1年間の期限付き移籍で加入した。
2024年2月27日、ブラジル・セリエBのサントスFCに2026年末までの3年契約で加入した。

## 代表歴
U-17代表としては2017 南米U-17選手権、2017 FIFA U-17ワールドカップに、U-20代表としては2019 南米ユース選手権に参加した。
2018年10月26日にはウルグアイ代表、カメルーン代表との親善試合に臨むブラジル代表に招集されたが出場機会は無かった。